# Koto Keras
Koto Keras is een bestuurslaag in het regentschap Sungai Penuh van de provincie Jambi, Indonesië. Koto Keras telt 1371 inwoners (volkstelling 2010).